# Тринидад и Тобаго на Светском првенству у атлетици на отвореном 2022.
Тринидад и Тобаго је учествовао на 18. Светском првенству у атлетици на отвореном 2022. одржаном у Јуџину  од 15. до 25. јула осаммнаести пут, односно учествовао је на свим првенствима до данас. Репрезентацију Тринидада и Тобагоа представљало је 11 такмичара (8 мушкараца и 3 жена) који су се такмичили у 8 дисциплина (5 мушких и 3 женске).,
На овом првенству такмичари Тринидад и Тобаго нису освојили ниједну медаљу. У табели успешности према броју и пласману такмичара који су учествовали у финалним такмичењима (првих 8 такмичара) Тринидад и Тобаго је са 2 учесника у финалу делио 47. место са 7 бодова.
| Плас. | Земља             | 1. место | 2. место | 3. место | 4. место | 5. место | 6. место | 7. место | 8. место | Бр. финал. | Бод. |
| ----- | ----------------- | -------- | -------- | -------- | -------- | -------- | -------- | -------- | -------- | ---------- | ---- |
| =47.  | Тринидад и Тобаго | 0        | 0        | 0        | 0        | 1        | 1        | 0        | 0        | 2          | 7    |

## Учесници
| Мушкарци: - Џерод Елкок — 100 м - Џерим Ричардс — 200 м, 4 × 400 м - Ерик Харисон млађи — 200 м - Dwight St. Hillaire — 400 м, 4 × 400 м - Шаким Мекеј — 4 × 400 м - Кашиф Кинг — 4 × 400 м - Аса Гевара — 4 × 400 м - Кишорн Волкот — Бацање копља | Жене: - Мишел-Ли Ахје — 100 м - Тајра Гитенс — Скок удаљ - Портиоус Ворен — Бацање кугле |  |

## Резултати

### Мушкарци
| Атлетичар                                                           | Дисциплина   | Лични рекорд | Квалификације   | Квалификације | Полуфинале            | Полуфинале            | Финале                | Финале       | Детаљи |
| Атлетичар                                                           | Дисциплина   | Лични рекорд | Резултат        | Место         | Резултат              | Место                 | Резултат              | Место        | Детаљи |
| ------------------------------------------------------------------- | ------------ | ------------ | --------------- | ------------- | --------------------- | --------------------- | --------------------- | ------------ | ------ |
| Џерод Елкок                                                         | 100 м        | 10,03        | 10,22 (.215)    | 6. у гр. 2    | Није се квалификовао  | Није се квалификовао  | Није се квалификовао  | 34 / 67 (71) |        |
| Џерим Ричардс                                                       | 200 м        | 19,83        | 20,35 (.344) КВ | 1. у гр. 2    | 19,86 кв              | 3. у гр. 2            | 20,08                 | 6 / 44 (49)  |        |
| Ерик Харисон млађи                                                  | 200 м        | 20,18        | 20,54           | 5. у гр. 7    | Нису се квалификовали | Нису се квалификовали | Нису се квалификовали | 25 / 44 (49) |        |
| Dwight St. Hillaire                                                 | 400 м        | 44,55        | 46,60 (.596)    | 6. у гр. 4    | Нису се квалификовали | Нису се квалификовали | Нису се квалификовали | 33 / 41      |        |
| Dwight St. Hillaire Џерим Ричардс Шаким Мекеј Аса Гевара Кашиф Кинг | 4 х 400 м    | 2:58,12 НР   | 3:02,75 кв, НРС | 4. у гр. 1    |                       |                       | 3:00,03 НРС           | 5 / 13 (15)  |        |
| Кишорн Волкот                                                       | Бацање копља | 90,16 НР     | 78,87           | 8. у гр. А    | Није се квалификовао  | 11 / 27 (28)          |                       |              |        |

### Жене
| Атлетичарка    | Дисциплина   | Лични рекорд | Квалификације | Квалификације | Полуфинале | Полуфинале | Финале                | Финале       | Детаљи |
| Атлетичарка    | Дисциплина   | Лични рекорд | Резултат      | Место         | Резултат   | Место      | Резултат              | Место        | Детаљи |
| -------------- | ------------ | ------------ | ------------- | ------------- | ---------- | ---------- | --------------------- | ------------ | ------ |
| Мишел-Ли Ахје  | 100 м        | 10,82 НР     | 11,18 КВ      | 2. у гр. 6    | 11,24      | 8. у гр. 2 | Нису се квалификовале | 18 / 49      |        |
| Тајра Гитенс   | Скок удаљ    | 6,96 НР      | 6,44          | 10. гр. Б     |            |            | Нису се квалификовале | 19 / 25 (28) |        |
| Портиоус Ворен | Бацање кугле | 18,75        | 16,65         | 10. гр. А     | 25 / 29    |            | Нису се квалификовале |              |        |